# العلاقات البوتانية التونسية
العلاقات البوتانية التونسية هي العلاقات الثنائية التي تجمع بين بوتان وتونس.

## مقارنة بين البلدين
هذه مقارنة عامة ومرجعية للدولتين:
| وجه المقارنة                                              | بوتان          | تونس                                       |
| --------------------------------------------------------- | -------------- | ------------------------------------------ |
| المساحة (كم2)                                             | 38.39 ألف      | 163.61 ألف                                 |
| عدد السكان (نسمة)                                         | 807.61 ألف     | 11.53 مليون                                |
| الكثافة السكانية (ن./كم²)                                 | 21.04          | 70.47                                      |
| العاصمة                                                   | تيمفو          | تونس                                       |
| اللغة الرسمية                                             | لغة دزونكا     | اللغة العربية                              |
| العملة                                                    | نغولترم بوتاني | دينار تونسي                                |
| الناتج المحلي الإجمالي (بليون دولار)                      | 2.51 مليار     | 40.26 مليار                                |
| الناتج المحلي الإجمالي (تعادل القوة الشرائية) بليون دولار | 6.49 مليار     | 129.05 مليار                               |
| الناتج المحلي الإجمالي الاسمي للفرد دولار أمريكي          | 2.66 ألف       | 3.87 ألف                                   |
| الناتج المحلي الإجمالي للفرد دولار أمريكي                 | 7.82 ألف       | 11.44 ألف                                  |
| مؤشر التنمية البشرية                                      | 0.605          | 0.721                                      |
| رمز المكالمات الدولي                                      | +975           | +216                                       |
| رمز الإنترنت                                              | .bt            | .tn                                        |
| المنطقة الزمنية                                           | ت ع م+06:00    | ت ع م+01:00، توقيت وسط أوروبا، ت ع م+02:00 |

## منظمات دولية مشتركة
يشترك البلدان في عضوية مجموعة من المنظمات الدولية، منها:
| علم المنظمة | اسم المنظمة                        | تاريخ انضمام بوتان | تاريخ انضمام تونس |
| ----------- | ---------------------------------- | ------------------ | ----------------- |
|             | يونسكو                             | 13 أبريل 1982      | 8 نوفمبر 1956     |
|             | مؤسسة التمويل الدولية              | 1 ديسمبر 2003      | 25 يوليو 1962     |
|             | منظمة حظر الأسلحة الكيميائية       | ?                  | ?                 |
|             | مؤسسة التنمية الدولية              | 28 سبتمبر 1981     | 30 ديسمبر 1960    |
|             | وكالة ضمان الاستثمار متعدد الأطراف | 21 أكتوبر 2014     | 7 يونيو 1988      |
|             | الاتحاد البريدي العالمي            | ?                  | ?                 |
|             | منظمة الشرطة الجنائية الدولية      | ?                  | ?                 |
|             | الأمم المتحدة                      | 21 سبتمبر 1971     | 12 نوفمبر 1956    |
|             | الاتحاد الدولي للاتصالات           | 15 سبتمبر 1988     | 14 ديسمبر 1956    |
|             | البنك الدولي للإنشاء والتعمير      | 28 سبتمبر 1981     | 14 أبريل 1958     |

## وصلات خارجية
- موقع وزارة الخارجية البوتانية
- موقع وزارة الخارجية التونسية